# Fidschianische Fußballnationalmannschaft/Olympische Spiele
Die fidschianische Fußballnationalmannschaft qualifizierte sich erstmals 2015 für die im folgenden Jahr in Rio de Janeiro stattfindenden Olympischen Spiele. Zuvor waren die Fidschianer, die erstmals an der Qualifikation für die Spiele 1992 teilnahmen, immer in der Qualifikation gescheitert. Bei der erstmaligen Qualifikation profitierte Fidschi auch davon, dass Neuseeland – gegen das Fidschi in der Qualifikation 2012 noch gescheitert war – im Halbfinale gegen Vanuatu einen nicht spielberechtigten Spieler eingesetzt hatte. Damit nimmt nach der U-20-Mannschaft, die sich für die U-20-Fußball-Weltmeisterschaft 2015 qualifizierte, zum zweiten Mal eine Mannschaft aus Fidschi an einem großen interkontinentalen Turnier teil.

## Ergebnisse bei Olympischen Spielen

### 1988
Erstmals hatte Fidschi eine Mannschaft zur Qualifikation gemeldet und sollte in dieser zunächst gegen West-Samoa und Neuseeland antreten. Nach der Gruppenauslosung wurde die Mannschaft aber zurückgezogen.

### 1992
- Die Qualifikation erfolgte zweistufig, dabei musste Fidschi zunächst bei einem Turnier in Australien (die ersten 3 Spiele) und dann in Fidschi (die letzten 3 Spiele) antreten. Der Sieger spielte dann gegen den Fünften der UEFA-Qualifikation.
  - Australien U-23 - Fidschi U-23 7:0
  - Neuseeland U-23 - Fidschi U-23 4:0
  - Papua-Neuguinea U-23 - Fidschi U-23 0:2
  - Fidschi U-23 - Australien U-23 0:3
  - Fidschi U-23 - Neuseeland U-23 0:0
  - Fidschi U-23 - Papua-Neuguinea U-23 1:1

Fidschi als Gruppendritter ausgeschieden.

### 1996
- Die Qualifikation erfolgte zweistufig, dabei musste Fidschi zunächst bei einem Turnier in Adelaide/Australien antreten. Der Sieger spielte dann gegen den Zweiten der CONCACAF-Qualifikation.
  - 13. Januar 1996 Fidschi U-23 - Salomoninseln U-23 4:0
  - 15. Januar 1996 Neuseeland U-23 - Fidschi U-23 1:2
  - 19. Januar 1996 Australien U-23 - Fidschi U-23 10:0
  - 21. Januar 1996 Fidschi U-23 - Vanuatu U-23 4:0
  - 21. Januar 1996 Fidschi U-23 - Neuseeland U-23 1:3
  - 25. Januar 1996 Salomoninseln U-23 - Fidschi U-23 1:1
  - 29. Januar 1996 Fidschi U-23 - Australien U-23 0:5
  - 31. Januar 1996 Vanuatu U-23 - Fidschi U-23 1:0

Fidschi als Gruppendritter ausgeschieden.

### 2000
- Die Qualifikation erfolgte zweistufig, dabei musste Fidschi zunächst bei einem Turnier in Auckland/Neuseeland antreten. Der Sieger spielte dann gegen den besten Gruppenzweiten der Afrika-Qualifikation.
  - Gruppenphase:
    - 11. Dezember 1999 Fidschi U-23 - West-Samoa U-23 4:0
    - 13. Dezember 1999 Fidschi U-23 - Tonga U-23 9:0
    - 15. Dezember 1999 Salomoninseln U-23 - Fidschi U-23 2:0

  - Halbfinale:
    - 18. Dezember 1999 Neuseeland U-23 - Fidschi U-23 5:2

Fidschi ausgeschieden.

### 2004
- Die Qualifikation erfolgte zweistufig, dabei musste Fidschi zunächst bei einem Turnier in Sydney/Australien antreten. Der Gruppensieger spielte dann gegen den Sieger der anderen Gruppe in zwei Spielen um das Olympiaticket.
  - 16. Januar 2004 Salomoninseln U-23 - Fidschi U-23 1:4
  - 18. Januar 2004 Fidschi U-23 - Papua-Neuguinea U-23 4:1
  - 20. Januar 2004 Samoa U-23 - Fidschi U-23 0:4
  - 22. Januar 2004 Australien U-23 - Fidschi U-23 6:0

Fidschi als Gruppenzweiter ausgeschieden.

### 2008
- Die Qualifikation fand bei einem Turnier in Lautoka auf Fidschi statt, das im Jeder-gegen-jeden-Modus ausgetragen wurde.
  - 1. März 2008 Neuseeland U-23 - Fidschi U-23 2:1
  - 3. März 2008 Fidschi U-23 - Papua-Neuguinea U-23 7:1
  - 5. März 2008 Fidschi U-23 - Cookinseln U-23 9:0
  - 7. März 2008 Vanuatu U-23 - Fidschi U-23 0:2
  - 9. März 2008 Salomoninseln U-23 - Fidschi U-23 3:2

Fidschi verpasst als Dritter die Olympischen Spiele in Peking.

### 2012
- Die Qualifikation fand in Taupō/Neuseeland statt, nachdem Fidschi, das die Qualifikation ursprünglich austragen sollte, die Austragung im Januar 2012 entzogen worden war.[1]

- - Gruppenphase:
    - 16. März 2012 Salomoninseln U-23 - Fidschi U-23 0:2
    - 18. März 2012 Amerikanisch-Samoa U-23 - Fidschi U-23 1:7
    - 21. März 2012 Fidschi U-23 - Vanuatu 2:1

  - K.-o.-Runde:
    - 23. März 2012 Halbfinale Fidschi U-23 - Papua-Neuguinea U-23 3:0
    - 25. März 2012 Finale Fidschi U-23 - Neuseeland U-23 0:1

Fidschi nicht für die Olympischen Spiele in London qualifiziert.

### 2016
- Die Qualifikation erfolgte über die Pazifikspiele 2015/Fußball in Port Moresby/Papua-Neuguinea:
  - Gruppenphase:
    - 3. Juli 2015 Fidschi U-23 – Vanuatu U-23 1:1
    - 5. Juli 2015 Mikronesien U-23 – Fidschi U-23 0:38
    - 7. Juli 2015 Tahiti U-23 – Fidschi U-23 0:0

  - Finalrunde um die Olympia-Qualifikation:
    - 10. Juli 2015 Halbfinale: Fidschi U-23 – Papua-Neuguinea U-23 3:1
    - 12. Juli 2015 Finale: Fidschi U 23 – Vanuatu U-23[2] 0:0, 4:3 n. E.

Fidschi war damit für die Olympischen Spiele in Rio de Janeiro qualifiziert. In der anschließenden Finalrunde der Pazifikspiele wurde Fidschi nur Vierter.

#### Kader für 2016
Spielberechtigt sind Spieler, die nach dem 1. Januar 1993 geboren wurden sowie drei ältere Spieler. Als ältere Spieler wurden Torhüter Simione Tamanisau sowie Roy Krishna und Alvin Singh nominiert. Nickel Chand,  Jale Dreloa, Setareki Hughes, Praneel Naidu, Kolinio Sivoki, Iosefo Verevou (2 Tore), Saula Waqa (1 Tor) und Ratu Waranaivalu standen auch im Kader der an der  U-20-Fußball-Weltmeisterschaft 2015 teilnahm, wo die Fidschianer unter anderem auf Deutschland trafen und mit 1:8 verloren. Shaneel Naidu gehörte ebenfalls zum Kader, kam aber nicht zum Einsatz.
| Nr.        | Spieler           | Geburtsdatum | Verein             | A-Länder- spiele | A-Länder- spieltore | OS-Spiele |     |     |     |     |     |     |
| Tor        | Tor               | Tor          | Tor                | Tor              | Tor                 | Tor       | Tor | Tor | Tor | Tor | Tor | Tor |
| ---------- | ----------------- | ------------ | ------------------ | ---------------- | ------------------- | --------- | --- | --- | --- | --- | --- | --- |
| 1          | Simione Tamanisau | 05.06.1982   | Rewa FC            | 31               | 0                   | 3 (2016)  |     |     |     |     |     |     |
| 18         | Shaneel Naidu     | 28.03.1995   | Dreketi FC         | 0                | 0                   |           |     |     |     |     |     |     |
| Abwehr     |                   |              |                    |                  |                     |           |     |     |     |     |     |     |
| 2          | Praneel Naidu     | 29.01.1990   | Ba FC              | 0                | 0                   | 3 (2016)  |     |     |     |     |     |     |
| 3          | Filipe Baravilala | 25.11.1994   | Suva F.C.          | 0                | 0                   | 3 (2016)  |     |     |     |     |     |     |
| 4          | Jale Dreloa       | 21.04.1995   | Suva F.C.          | 04               | 0                   | 3 (2016)  |     |     |     |     |     |     |
| 11         | Alvin Singh       | 09.06.1988   | Ba FC              | 20               | 01                  | 3 (2016)  |     |     |     |     |     |     |
| 17         | Kolinio Sivoki    | 10.03.1995   | Lautoka FC         | 01               | 0                   |           |     |     |     |     |     |     |
| Mittelfeld |                   |              |                    |                  |                     |           |     |     |     |     |     |     |
| 5          | Tony Tuivuna      | 20.03.1995   | Nadi FC            | 0?               | 0?                  | 2 (2016)  |     |     |     |     |     |     |
| 7          | Nickel Chand      | 28.07.1995   | Suva F.C.          | 02               | 0                   | 3 (2016)  |     |     |     |     |     |     |
| 10         | Ratu Nakalevu     | 07.03.1994   | Rewa FC            | 0                | 0                   | 3 (2016)  |     |     |     |     |     |     |
| 12         | Ratu Waranaivalu  | 16.09.1995   | Rewa FC            | 01               | 0                   | 3 (2016)  |     |     |     |     |     |     |
| 16         | Joseph Turagabeci | 19.11.1994   | Suva F.C.          | 0?               | 0?                  | 1 (2016)  |     |     |     |     |     |     |
| Angriff    |                   |              |                    |                  |                     |           |     |     |     |     |     |     |
| 6          | Anish Khem        | 27.08.1993   | Nadi FC            | 0                | 0                   | 3 (2016)  |     |     |     |     |     |     |
| 8          | Setareki Hughes   | 08.06.1995   | Rewa FC            | 03               | 0                   | 3 (2016)  |     |     |     |     |     |     |
| 9          | Roy Krishna       | 30.08.1987   | Wellington Phoenix | 24               | 16                  | 3 (2016)  |     |     |     |     |     |     |
| 13         | Iosefo Verevou    | 05.01.1996   | Rewa FC            | 05               | 0                   | 3 (2016)  |     |     |     |     |     |     |
| 14         | Samuela Nabenia   | 09.02.1995   | Ba FC              | 02               | 0                   | 2 (2016)  |     |     |     |     |     |     |
| 15         | Saula Waqa        | 10.12.1995   | Ba FC              | 0                | 0                   | 1 (2016)  |     |     |     |     |     |     |

#### Spiele
- 4. August 2016: Fidschi – Südkorea in Salvador 0:8 (0:1)
- 7. August 2016: Fidschi – Mexiko in Salvador 1:5 (1:0)
- 10. August 2016: Deutschland – Fidschi in Belo Horizonte 10:0 (6:0)

### 2021
- Die Qualifikation erfolgte über die U-23-Fußball-Ozeanienmeisterschaft 2019, die vom 21. September bis 5. Oktober 2019 in Lautoka/Fidschi ausgetragen wurde:
  - Gruppenphase:
    - 22. September 2019:  Tonga U-23  – Fidschi U-23 1:4
    - 25. September 2019: Fidschi U-23 - Papua-Neuguinea U-23 3:1
    - 26. September 2019: Fidschi U-23 - Vanuatu U-23 0:1

  - Finalrunde um die Olympia-Qualifikation:
    - 2. Oktober 2019 Halbfinale: Neuseeland U-23  – Fidschi U-23 6:1
    - 5. Oktober 2019, Spiel um Platz 3: Fidschi U 23 – Vanuatu U-23 0:1

Da sich nur der Sieger für die Olympischen Spiele qualifizieren konnte, verpassen die Fidschi als Vierter die Spiele in Tokio.

### 2024
Für die Qualifikation wurde ein Turnier vom 27. August bis 9. September 2023 in Neuseeland ausgerichtet, an dem acht Mitglieder der OFC teilnehmen wollten. Die in die neuseeländische Vorrundengruppe geloste Mannschaft von Amerikanisch-Samoa wurde aber am 1. August 2023 zurückgezogen.
- Gruppenphase in Auckland:
  - 30. August 2023: Neuseeland U23 – Fidschi U23 3:1
  - 02. September 2023: Papua-Neuguinea U23 – Fidschi U23 0:2 – Fidschi als Gruppenzweiter für die K.-o.-Runde qualifiziert
- K.-o.-Runde in Auckland:
  - Halbfinale am 6. September 2023: Salomonen U23 – Fischi U23 0:3
  - Finale am 9. September 2023: Neuseeland U23 – Fidschi U23 9:0

Da sich nur der Sieger für die Olympischen Spiele qualifizieren konnte, verpassen die Fidschi als Zweiter die Spiele in Paris.